# Aven des Quatre
Pour les articles homonymes, voir Quatre et Aven (homonymie).
L'aven des Quatre est un gouffre de la commune de Revest-des-Brousses dans les monts de Vaucluse, département des Alpes-de-Haute-Provence.

## Spéléométrie
La dénivellation de la cavité est de 205 m, pour un développement d'environ 250 m.

## Géologie
La cavité s'ouvre dans les calcaires de l'Aptien.

## Histoire des explorations
L'aven est découvert le 13 mai 1978 par quatre membres du Spéléo Club de Manosque et est exploré jusqu'à -56 m. En 1979, l’exploration est reprise par le groupe de l’école de Métier (EDM) de Sainte-Tulle encadré par André Languille. Une série de désobstructions permet d’atteindre la cote -111. Jean-Paul Granier et André Languille du Groupe oraisonais de recherches souterraines (GORS) franchissent le méandre de l’Angoisse. En 1980, une équipe, composée de Pierre Bévengut et André Languille, atteint le siphon terminal à -196 qui est plongé en apnée par André Languille, mais sans trouver de suite. Les 24, 25 et 26 octobre 1987, le siphon est plongé par Fred Bernard, plongeur au Centre de Recherches et de plongées souterraines (CRPS) de Marseille qui en atteint le fond à -9 m sous la surface de l'eau.